# Тами Абрахам
Кевин Огхенетега Тамараеби Бакумо-Абрахам (енгл. Tammy Abraham; Лондон, 2. октобар 1997), познат као Тами Абрахам, енглески је фудбалер који игра као нападач за Милан као позајмљени играч Роме, као и за репрезентацију Енглеске.
Као члан академије фудбала у Челсију, Абрахам је дебитовао у првом тиму 2016. године пре него што је провео сезону на позајмици у Чемпионшип клубу Бристол Сити. Тамо је имао веома успешну сезону где је био проглашен за најбољег нападача, најбољег играча сезоне, најбољег стрелца, као и за најбољег млађег играча, поставши први играч коме је то успело у једној сезони. Уследила је даља позајмица у Свонси Ситију, али је сезона завршена испадањем клуба из Премијер лиге. Затим се придружио Астон Вили 2018. и постао први играч од 1977. који је постигао 25 голова у једној сезони за клуб.
Абрахам је редован члан енглеске репрезентације од тима до 18 година, а наступио је на УЕФА Европском првенству до 21 године у Пољској 2017. Дебитовао је у сениорској конкуренцији у новембру 2017.

## Каријера

### Челси

#### 2004-2016.: Млади тимови
Абрахам се придружио Челсију од осам година и напредовао кроз академски систем клуба.  Био је део омладинског тима Челсија који је забележио узастопне тријумфе у УЕФА омладинској лиги и ФА омладинском купу 2015. и 2016.  У издању УЕФА Омладинске лиге 2015–16, Абрахам је постигао осам голова у девет мечева, што га чини другим најуспешнијим стрелцом на турниру иза Роберта.  Своју форму је пренео и у ФА омладинском купу где је постигао победнички гол у победи Челсија над Манчестер Ситијем у финалу у априлу. Током сезона 2014–15 и 2015–16, Абрахам је постигао 74 гола у 98 мечева у свим такмичењима за различите омладинске тимове Челсија. 
Абрахам је похађао у Челсију академију фудбала и био је део јуниорског тима у клубу. Дебитовао је за Челси 11. маја у утакмици против Ливерпула. Први пут је заиграо на Стамфорд Бриџу следеће недеље у утакмици против Лестер Ситија.

#### 2016–17: Позајмица Бристол Ситију
Дана 5. августа 2016. је потписао уговор о позајмици са клубом Бристол Сити. Следећег дана је дебитовао у мечу против Виган Атлетика и дао свој први гол за клуб. У Бристолу је на крају сезоне био именован за најбољег нападача, најбољег играча сезоне као и за најбољег млађег играча. Он је први који је понео све те три титуле одједном у клубу у једној сезони. 

#### 2017–18: Позајмица Свонси Ситију
Јула 2017. је потписао уговор са Челсијем на четири година и отишао је на позајмицу у клуб Свонзи Сити на једну сезону. За клуб је дебитовао 12. августа, ремијем 0:0 са Саутемптоном. Десет дана касније, постигао је свој први гол у победи Лига купа 4-1 пре него што је постигао свој први гол у Првој лиги Енглеске у победи над Кристалом од 2-0. У оквиру позајмице је имао укупно 39 наступа и датих 8 голова.
Дана 14. октобра 2017. постигао је први погодак за свој клуб у победи од 2-0 над новопромовисаним Хадерсфилд Тауном који је донео Свонсију прву победу на домаћем терену у сезони.  И клуб и играч су се након тога борили за форму, а до краја године Абрахам није успео да постигне гол за свој тим.
Дана 6. фебруара 2018, након што је прошао 825 минута без гола, Абрахам се вратио у записник када је два пута постигао гол и асистирао за још два у поновљеној победи четвртог кола ФА Купа над Нотс каунтијем од 8-1.  Резултат је био и највећа победа Свонсија на такмичењу.  Дана 7. априла постигао је свој први лигашки гол од свог дуплог меча у октобру. Његов гол донео је Свонсију касни реми против Вест Бромвич албиона и довео клуб на бод ближе безбедности из зоне испадања, иако су на крају испали последњег дана сезоне после пораза од Стоук Ситија. Абрахам је постигао осам голова у 39 наступа у свим такмичењима током позајмице у клубу.

#### 2018–19: Позајмица Астон Вили
Након повратка са позајмице у Свонсију, нови менаџер Челсија Маурицио Сари је наговестио да планира да задржи Абрахама у Челсију и укључио га у тим у поразу у оквиру Комјунити Шилда од Манчестер Ситија. Међутим, 31. августа је поново послат на позајмицу, враћајући се у Чемпионшип да би потписао за Астон Вилу за остатак сезоне. Августа 31. је имао свој дебитантски меч против Блекберн роверса а своје прве голове за тим је дао 15. септембра против Нотингем Фореста.
Дана 28. новембра постигао је четири гола у ремију 5–5 са Нотингем Форестом у лиги; први пут када је у Вила Парку одигран фудбалски меч са толико голова. Тиме је постао први играч Астон Виле који је постигао четири гола у једном мечу у 21. веку.  Касније је проглашен за играча месеца у шампионату у новембру након што је постигао шест голова у четири наступа за месец.
До краја године, Абрахам је постигао 16 голова у 20 наступа и био је најбољи стрелац лиге. Његова јака форма подстакла је спекулације да ће га Челси опозвати, који је ту опцију задржао до 14. јануара 2019., с обзиром на проблеме клуба са постизањем голова. Касније је постало очигледно да је екипа из Премијер лиге Вулверхемптон Вондерерс такође приступила преговорима за његовим потписивањем уговора, иако правила ФИФА-е забрањују играчу да представља три клуба у сезони и доводе у сумњу сваки потенцијални потез.  Након недељу дана медијских спекулација око његове будућности, наводно је одбио позајмицу у Вулвсе у корист останка у Вили до краја сезоне.
Дана 26. јануара постигао је погодак у победи од 2-1 над Ипсвич Тауном и тако постао први играч од Тома Варинга 1933. који је постигао гол у седам узастопних утакмица за клуб на домаћем терену.  Следећег месеца постао је први играч после Питера Вита 1981. који је постигао 20 голова за клуб у једној сезони када је постигао гол у ремију 3-3 са Шефилд јунајтедом.  Дана 30. марта је постигао свој 50. гол у каријери када је постигао први гол у победи над Блекбурном резултатом 2-1.  У априлу, након што је постигао гол у победи од 2-0 над Болтон Вондерерсом, Абрахам је постао први играч Виле који је постигао 25 голова у сезони од Ендија Греја 1977.  Његов погодак је такође помогао клубу да изједначи свој рекорд од девет узастопних победа, постављен још 1910.  Касније је именован у ПФА тим године пре него што је помогао Астон Вили да обезбеди пласман у Премијер лигу, постигавши један гол у полуфиналу плеј-офа против Вест Брома. Завршио је сезону са 26 голова у 40 наступа, други по броју голова у лиги, иза Тему Пукија из Норвича.

#### 2019–20: Повратак у Челси
Након истека позајмице, Абрахам се вратио у Челси где је добио дрес са бројем 9, који су раније носили Радамел Фалкао, Алваро Мората, Фернандо Торес и Гонзало Игваин.
Када се вратио са позајмице 2019. године, први пут је заиграо у финалу Супер купа против Ливерпула. На тој утакмици је изборио једанаестерац у продужецима, након чега је Жоржињо постигао погодак и изједначио резултат на 2–2 и послао меч у извођење једанаестераца. Абрахам је потом извео одлучујући пенал у распуцавању, али је Адријан одбранио његов ударац, што је довело до тога да је Челси изгубио 5–4 после извођења пенала. Након утакмице, био је жртва расног злостављања на Твитеру. Свој први гол у сезони је дао у утакмици против Норич Ситија у Премијер лиги.
Дана 14. септембра 2019. постигао је хет-трик на утакмици против Вулверхемптона, чиме је оборио рекорд који је држао Азар, који је био најмлађи играч Челзија коме је то успело.

#### 2020–21 сезона
Дана 23. септембра 2020, Абрахам је први пут играо као стартер у сезони 2020–21 и постигао свој први гол у сезони против Барнслија у трећем колу ЕФЛ купа, које је завршено победом Челсија од 6–0. Абрахам је постигао гол у два узастопна меча, укључујући његов последњи против Вест Брома 26. септембра, где је постигао изједначујући гол у надокнади времена у ремију 3–3 на Хоторнсу.  У новембру је постигао гол у три узастопне утакмице (Шефилд јунајтед, Рен и Њукасл јунајтед).
Абрахам је постигао хет-трик у четвртом колу ФА купа 24. јануара 2021, пошто је Челси савладао клуб из Чемпионшипа, Лутон Таун резултатом 3–1.  На тај начин, Абрахам је постао први Енглез који је постигао хет-трик за Челси у ФА купу од менаџера Френка Лампарда 2007. године, а такође је постао и први производ омладинског тима Челсија који је постигао 10 или више голова у бек узастопне сезоне од Мајка Филерија 1982–83.
У сезони 2020/21 Абрахам је са 12 голова био најбољи стрелац Челзија, али је, након што је Тухел заменио Лампарда, знатно мање играо. Долазак Лукакуа у Челзи и мањак поверења код Тухела, покренуо је шпекулације о његовој будућности, а повезиван је са Арсеналом, Аталантом и Ромом.

### Рома
Дана 17. августа 2021. године Абрахам је, у трансферу вредном 40 милиона евра, прешао у Рому, са којом је потписао петогодишњи уговор. 22. августа 2021. године је забележио две асистенције, на свом дебију у првенству, када је Рома савладала Фјорентину (2:1). Седам дана касније постигао је и свој први гол у Серији А, у победи над Салернитаном (4:0).

#### 2021–22 сезона
Абрахам је дебитовао у Серији А 22. августа, асистирајући два пута у победи Роме против Фјорентине са 3 : 1. Четири дана касније, дебитовао је у Лиги конференције у победи од 3 : 0 на домаћем терену против Трабзонспора. Дана 29. августа постигао је свој први гол за Рому у победи против Салернитане резултатом 4 : 0. Дана 16. септембра постигао је свој први гол у Лиги конференције, чиме је заокружио победу Ђалоросија од 5 : 1 против ЦСКА Софије. Дана 20. јануара 2022. први пут се појавио у утакмици у купу Италије, доприневши победи на домаћем терену над Лечеом резултатом 3 : 1 голом и асистенцијом. Три дана касније, постигао је два гола у победничком гостовању против Емполија, поставши први енглески играч у задњих тридесет година који је постигао више од 10 голова у сезони Серије А. Дана 25. маја је играо у финалу Лиге конференције које је завршено победом Роме над Фејенордом од 1 : 0.

#### 2022–23 сезона
Дана 8. јануара 2023., у лигашком мечу против Милана, Абрахам је постигао гол у продужетку, чиме је Роми донео нерешен резултат 2 : 2 против шампиона Серије А. Недељу дана касније, 15. јануара, имао је две асистенције Паулу Дибалу у победи од 2 : 0 против Фјорентине у Серији А. Абрахам је 31. маја наступио у финалу Лиге Европе, које је Рома изгубила од Севиље са 4 : 1. на пенале након нерешеног резултата 1 : 1; стога је пропустио прилику да победи у свим постојећим такмичењима УЕФА. Абрахам је добио критике због своје голгетерске форме, пошто је постигао само 8 голова у Серији А у поређењу са 17 голова претходне сезоне. На последњем мечу сезоне против Специје, доживео је угануће које је изазвало пуцање његовог предњег укрштеног лигамента.

#### 2023–24 сезона
Након повреде предњег зглоба, Абрахам се вратио на терен 6. априла 2024. у победи од 1 : 0 над градским ривалом Лацијем. Постигао је изједначујући погодак при крају утакмице против Наполија 28. априла, што је био његов једини гол у сезони, након што је уписао само 12 наступа (осам у лиги и четири у Лиги Европе).

#### 2024–25: Позајмица Милану
Дана 30. августа 2024, Абрахам се придружио другом клубу из Серије А Милану на позајмици за сезону 2024–25. Дана 6. октобра у поразу од Фјорентине резултатом 1 : 2, промашио је једанаестерац након што га је контроверзно одузео изабраном извођачу пенала из Милана Кристијану Пулишићу. После меча му је изречен укор од стране тренера тима Паула Фонсеке због његових поступака.

## Репрезентација
Пре него што је у октобру 2019. одиграо свој први наступ за сениорски тим Енглеске, Абрахам је имао право да представља Нигерију по очевој линији.  Абрахамов отац је близак пријатељ са председником Фудбалског савеза Нигерије Амајуом Пиником и 21. септембра 2017. Пиник је тврдио да је Абрахам променио своју верност Нигерији. Абрахам је истог дана издао саопштење у којем је демантовао ту тврдњу и потврдио своју доступност за селекцију Енглеске.  Након што је примио свој први позив за Енглеску у новембру 2017, Абрахам је изјавио да никада није било изгледа да ће изабрати да игра за Нигерију.

### Младе селекције
Абрахам је представљао Енглеску на нивоу до 18 и до 19 година. Постигао је своје прве голове за Енглеску у марту 2015. године у победи Енглеске над Швајцарском У18 од 6–1.  Касније те године, док су представљали У19 тим у пријатељској утакмици против Јапана, Абрахам и његов саиграч Патрик Робертс су играли папир, камен, маказе на терену како би одлучили ко ће извести пенал. Абрахам је „тријумфовао”, али је промашио пенал. Међутим, само минут касније, Робертс је асистирао Абрахаму за други гол на мечу, који се на крају завршио резултатом 5–1 у корист Енглеске.
Дана 6. јула 2016, Абрахам је био један од четири играча Челсија именованих у тиму Ејди Бутројда за Европско првенство до 19 година. Учествовао је у три од четири меча пошто је Енглеска елиминисана од Италије у полуфиналу.  Абрахам је такође добио свој први позив за У21 Енглеску 29. септембра 2016. Први пут је наступио за тим 6. октобра, када је ушао као замена на осам минута против Казахстана .у квалификацијама за Европско првенство до 21 година како би помогао Енглеској да победи резултатом 1:0, чиме је национални тим обезбедио учешће на званичном турниру. Дебитовао је за У21 у њиховој последњој утакмици групне фазе против Босне и Херцеговине и постигао два гола у победи Енглеске од 5-0. 
Следеће године именован је у репрезентацију Енглеске за Европско првенство до 21 године у Пољској 2017.  Свој први и једини гол на турниру постигао је у полуфиналу против Немачке. Енглеска је на крају изгубила тај меч након извођења једанаестераца, а Абрахам је један од играча који је промашио свој ударац са тачке.
Дана 18. маја 2018, пошто је изостављен из екипе Енглеске за Светско првенство у фудбалу 2018, Абрахам је позван у репрезентацију до 20 година на турнир у Тулону у Француској где су били извучени у групи заједно са Катаром, Кином и Мексиком.  Енглеска је 27. маја отворила одбрану титуле победом над Кином резултатом 2–1 у којој је Абрахам постигао победнички гол.  Није наступио у следећој утакмици против Мексика, али је постигао гол у победи над Катаром резултатом 4–0, у којој се Енглеска квалификовала за полуфинале где су играли нерешено против Шкотске.  Абрахам је коришћен само као касна замена када је Енглеска победила Шкотску, али је изабран да стартује у финалу где су се састали са Мексиком. Тамо није имао среће да постигне гол, погодивши стативу у другом полувремену, али је помогао Енглеској да освоји своју трећу узастопну титулу победом од 2–1.
Сврстан је у национални тим који је играо на Европском првенству у фудбалу за играче до 21. године.

### А тим
Дана 2. новембра 2017. године, Абрахам је био један од тројице играча позваних у сениорски тим Енглеске за пријатељске утакмице против Немачке и Бразила. Дебитовао је 10. новембра на Вемблију.
У октобру 2019. је рекао да је остао неодлучан о својој међународној будућности, јер је остао квалификован за Нигерију с обзиром да није играо такмичарску утакмицу за сениорску екипу Енглеске.  Касније тог месеца добио је позив у репрезентацију Енглеске за предстојеће квалификационе утакмице за Европско првенство 2020. Дана 11. октобра, Абрахам је имао свој први такмичарски наступ за Енглеску против Чешке, појавио се као замена и обавезао се на Енглеску у том процесу.  Абрахам је постигао свој први гол за Енглеску 14. новембра 2019. у победи над Црном Гором резултатом 7:0 у квалификацијама за Европско првенство 2020.

## Приватни живот
Абрахам је рођен у Камбервелу, у Лондону.  Има млађег брата Тимија Абрахама, који је такође фудбалер и игра у округу Њупорт.
У јануару 2017, Абрахам је доживео несрећу са моторним возилом док је био на позајмици у Бристол Ситију. У време несреће он је наводно возио без дозволе или осигурања, због чега је позван на суд. Касније је добио лиценцу, положивши испит у марту исте године.

## Статистика каријере

### Клубови
Ажурирано 27. априла 2025. 
| Клуб                     | Сезона            | Лига              | Лига  | Лига | Куп   | Куп  | Лига Куп | Лига Куп | Евро Куп | Евро Куп | Остало | Остало | Укупно | Укупно |
| Клуб                     | Сезона            | Лига              | Наст. | Гол. | Наст. | Гол. | Наст.    | Гол.     | Наст.    | Гол.     | Наст.  | Гол.   | Наст.  | Гол.   |
| ------------------------ | ----------------- | ----------------- | ----- | ---- | ----- | ---- | -------- | -------- | -------- | -------- | ------ | ------ | ------ | ------ |
| Челси                    | 2015/16.          | Премијер лига     | 2     | 0    | 0     | 0    | 0        | 0        | —        | —        | 0      | 0      | 2      | 0      |
| Челси                    | 2018/19.          | Премијер лига     | 0     | 0    | 0     | 0    | 0        | 0        | 0        | 0        | 1      | 0      | 1      | 0      |
| Челси                    | 2019/20.          | Премијер лига     | 34    | 15   | 3     | 0    | 1        | 0        | 8        | 3        | 1      | 0      | 47     | 18     |
| Челси                    | 2020/21.          | Премијер лига     | 22    | 6    | 3     | 4    | 2        | 1        | 5        | 1        | —      | —      | 32     | 12     |
| Челси                    | Укупно            | Укупно            | 58    | 21   | 6     | 4    | 3        | 1        | 13       | 4        | 2      | 0      | 82     | 30     |
| Бристол Сити (позајмица) | 2016–17.          | Чемпионшип        | 41    | 23   | 3     | 0    | 4        | 3        | —        | —        | —      | —      | 48     | 26     |
| Свонзи Сити (позајмица)  | 2017–18.          | Премијер лига     | 31    | 5    | 5     | 2    | 3        | 1        | —        | —        | —      | —      | 39     | 8      |
| Астон Вила (позајмица)   | 2018–19.          | Чемпионшип        | 37    | 25   | 0     | 0    | —        | —        | —        | —        | 3      | 1      | 40     | 26     |
| Рома                     | 2021–22.          | Серија А          | 37    | 17   | 2     | 1    | —        | —        | 14       | 7        | —      | —      | 42     | 23     |
| Рома                     | 2022–23.          | Серија А          | 38    | 8    | 2     | 0    | —        | —        | 14       | 1        | —      | —      | 38     | 7      |
| Рома                     | 2023–24.          | Серија А          | 8     | 1    | 0     | 0    | —        | —        | 4        | 0        | —      | —      | 12     | 1      |
| Рома                     | 2024–25.          | Серија А          | 1     | 0    | 0     | 0    | —        | —        | 0        | 0        | —      | —      | 1      | 0      |
| Рома                     | Укупно            | Укупно            | 84    | 26   | 4     | 1    | —        | —        | 32       | 10       | —      | —      | 120    | 37     |
| Милан                    | 2024–25.          | Серија А          | 28    | 3    | 4     | 4    | —        | —        | 9        | 2        | 2      | 1      | 43     | 10     |
| Укупно у каријери        | Укупно у каријери | Укупно у каријери | 279   | 103  | 22    | 11   | 10       | 5        | 54       | 16       | 7      | 2      | 372    | 137    |

1. ↑  Сви наступи у Комјунити шилду
2. 1 2  Сви наступи у Лиги Шампиона
3. ↑  Сви наступи у УЕФА суперкупу
4. ↑  Наступи у Чемпионшип плеј-офу
5. ↑  Наступи у Лиги конференције
6. ↑  Наступи у УЕФА Лиги Европе
7. ↑  Наступи у УЕФА Лиги Европе
8. ↑  Наступи у Лиги Шампиона
9. ↑  Наступи у Суперкупу Италије

### Репрезентација
Ажурирано 11. јуна 2022.
| Репрезентација | Година | Наступи | Голови |
| -------------- | ------ | ------- | ------ |
| Енглеска       | 2017   | 2       | 0      |
| Енглеска       | 2019   | 2       | 1      |
| Енглеска       | 2020   | 2       | 0      |
| Енглеска       | 2021   | 4       | 2      |
| Енглеска       | 2022   | 1       | 0      |
| Укупно         | Укупно | 11      | 3      |

### Голови за репрезентацију
Голови за репрезентацију, по датумима, са приказом стадиона, противника, резултата и такмичења
| Број | Датум              | Стадион                        | Противник  | Гол за | Коначни резултат | Такмичење                                           |
| ---- | ------------------ | ------------------------------ | ---------- | ------ | ---------------- | --------------------------------------------------- |
| 1    | 14. новембар 2019. | Вембли, Енглеска               | Црна Гора  | 7–0    | 7–0              | Квалификације за Европско првенство у фудбалу 2020. |
| 2    | 9. октобар 2021.   | Национални Стадион, Андора     | Андора     | 3–0    | 5–0              | Квалификације за Светско првенство у фудбалу 2022.  |
| 3    | 15. новембар 2021. | Сан Марино Стадион, Сан Марино | Сан Марино | 9–0    | 10–0             | Квалификације за Светско првенство у фудбалу 2022.  |

## Трофеји и награде
Астон Вила
- Чемпионшип плеј-оф: 2019[116]

Челси
- УЕФА Лига шампиона: 2020−21.[117]
- УЕФА суперкуп: 2021[118]
- ФА куп финалиста: 2019–20.[119]

Рома
- УЕФА Лига конференције: 2021−22.[120]
- УЕФА Лига Европе финалиста: 2022−23.[121]

Милан
- Суперкуп Италије: 2024.

Енглеска У21
- Тулон: 2018[122]

### Индивидуално
- Играч месеца у Чемпионшипу: Новембар 2018.
- Бристол Сити играч сезоне: 2016–2017.
- Бристол Сити млади играч сезоне: 2016–2017.
- УЕФА Лига конференције — тим сезоне: 2021−22.[123]